# 한태동 (1924년)
한태동(韓泰東, 1924년 1월 8일 ~ 2025년 8월 15일)는 대한민국의 신학자, 교육자, 저술가, 명예교수이다.

## 생애
1924년 1월 8일 중국 상하이에서 독립운동가 한진교 선생의 아들로 태어났다. 부친은 상해에서 해송양행을 설립해 운영하며 그곳에서 나오는 수익금을 독립운동자금으로 헌납했고, 이를 통해 대한민국 임시정부가 수립될 수 있었다. 그는 어린 시절 김구·안창호·윤봉길 등 독립운동가들과 교류하며 성장했다. 1947년 중국 상하이에 위치한 성요한대학교 의과대학을 졸업한 후, 미국으로 건너갔다. 1951년 웨스트민스터 신학교를 졸업하였으며, 이듬해인 1952년 프린스턴 신학교에서 신학 석사학위를 취득하였다. 이후 학문을 계속하여 1956년에는 같은 학교에서 교회사학을 전공으로 신학 박사학위를 수여받았다.
1957년 귀국하여 연세대학교 신학대학 부교수로 취임하였으며, 1961년 정교수로 승진하였다. 같은 해 미국 프린스턴 신학교 초빙교수로 활동하였고, 1972년부터 1973년까지는 스위스 바젤대학교 초빙교수를 역임하였다. 1975년 전국신학대학협의회 회장으로 선출되었으며, 1979년부터 1985년까지 연세대학교 대학원장을 지냈다.
1983년에는 한국교회사학회 회장으로 피선되어 학문 발전에 기여하였다. 1990년 정년퇴직한 이후 연세대학교 명예교수로 봉직하였으며, 2025년 8월 16일 노환으로 별세하였다.
박사학위 논문은 "역사학 방법론: 랑케에서 토인비까지의 역사학 방법에 대한 연구"(Methodology of History: a Study of Method of History from Ranke to Toynbee)이다.

## 학력과 경력
- 1924년 1월 8일 중국 상하이에서 독립운동가 집안 태생.
- 1947년 중국 상하이의 성요한대학교 의과대학을 졸업
- 1951년 웨스트민스터신학교를 졸업
- 1952년 프린스턴신학교에서 신학 석사학위를 취득
- 1956년 같은 학교에서 교회사학으로 신학 박사학위를 취득
- 1957년 한국에 돌아와 연세대학교 신학대학 부교수로 취임
- 1961년 교수로 승진
- 1961~62년 미국 프린스턴신학교 초빙교수
- 1972~73년 스위스 바젤대학교 초빙교수 등을 역임
- 1975년 전국신학대학협의회 회장
- 1979~85년 연세대학교 대학원장 역임
- 1983년 한국교회사학회 회장으로 피선
- 1990년 정년퇴직 후 연세대학교 명예교수 역임

## 저서
- 『성서로 본 신학』
- 『기독교문화사』
- 『사유의 흐름』
- 『세종대왕의 음성학』
- Methodology of History, Essays on Cognition Structure (이상 6권 한태동 전집)등

## 논문
- “문화적 상호영향의 매개과정: 그리스도교와 불교의 대화를 위한 연구”(Mediation Process in Cultural Interaction: a Search for Dialogue Between Christianity and Buddhism), (｢연세논총｣ 4집, 1966)
- “동양적 변증론에 대한 연구” (｢연세논총｣ 12집, 1975)
- “부르크하르트 사학과 위기신학” (｢신학논단｣ 15집, 1982)
- “어거스틴의 참회록 연구”
- “한국의 유학과 기독교”
- “Musicology of Choson Dynasty”
- “의상과 원효대사에 대한 소고”
- “현대교회사학의 단면”
- “수학논리에서 본 신학” 등

## 같이 보기
- 김형석 - 철학자
- 대한민국의 신학자 목록